# Liste des députés européens d'Italie de la 2e législature
Lors des élections européennes de 1984, 81 députés européens sont élus en Italie. Leur mandat débute le 24 juillet 1984 et se termine le 24 juillet 1989.
- Les communistes du Parti communiste italien et de la Gauche indépendante obtiennent 27 sièges.
- Les démocrates-chrétiens de la Démocratie chrétienne et du Parti populaire sud-tyrolien obtiennent 27 sièges.
- Les socialistes du Parti socialiste italien et du Parti social-démocrate italien obtiennent 12 sièges.
- L'extrême-droite du Mouvement social italien - Droite nationale obtient 5 sièges.
- Les libéraux du Parti libéral italien et du Parti républicain italien obtiennent 5 sièges.
- La gauche du Parti radical italien obtient 3 sièges.
- L'extrême-gauche de la Démocratie prolétarienne et les autonomistes de l'Union valdôtaine - Parti sarde d'action obtiennent 2 sièges.

15 d'entre eux quittent leurs fonctions avant la fin de leur mandat et sont remplacés par leurs suppléants, ce qui porte à 96 le total des personnes ayant occupé ce poste.

## Députés duGroupe communiste et apparentés

### Députés duParti communiste italien
- Carla Barbarella
- Roberto Barzanti
- Aldo Bonaccini
- Angelo Carossino
- Luciana Castellina
- Giovanni Cervetti
- Maria Lisa Cinciari Rodano
- Pancrazio De Pasquale
- Guido Fanti
- Carlo Alberto Galluzzi
- Natalino Gatti
- Francesca Marinaro
- Alberto Moravia
- Alessandro Natta
- Diego Novelli jusqu'au 30 janvier 1988
remplacé le 31 janvier 1988 par Bruno Ferrero
- Giancarlo Pajetta
- Giovanni Papapietro
- Andrea Raggio
- Alfredo Reichlin jusqu'au 16 janvier 1985
remplacé le 28 janvier 1985 par Tommaso Rossi
- Giorgio Rossetti
- Sergio Camillo Segre
- Renzo Trivelli
- Osvalda Trupia
- Maurizio Valenzi

### Députés de laGauche indépendante
- Felice Ippolito
- Altiero Spinelli jusqu'au 23 mai 1986
remplacé le 20 juin 1986 par Carlo Alberto Graziani
- Vera Squarcialupi

## Députés duGroupe du Parti populaire européen (Démocrates chrétiens)

### Députés de laDémocratie chrétienne
- Dario Antoniozzi
- Giovanni Bersani
- Franco Borgo
- Carlo Casini
- Maria Luisa Cassanmagnago Cerretti
- Mauro Chiabrando
- Vittorino Chiusano
- Michelangelo Ciancaglini jusqu'au 6 juin 1988
remplacé le 13 avril 1988 par Giovanni Travaglini
- Roberto Costanzo
- Luigi Ciriaco De Mita jusqu'au 13 avril 1988
remplacé le 16 mai 1988 par Antonio Del Duca
- Sergio Ercini
- Roberto Formigoni
- Gerardo Gaibisso
- Giovanni Giavazzi
- Vincenzo Giummarra
- Antonio Iodice
- Giosuè Ligios
- Salvatore Lima
- Alberto Michelini
- Alfeo Mizzau
- Eolo Parodi
- Ferruccio Pisoni
- Nino Pisoni
- Mario Pomilio
- Gustavo Selva
- Giovanni Starita

### Député duParti populaire sud-tyrolien
- Joachim Dalsass

## Députés duGroupe socialiste

### Députés duParti socialiste italien
- Gianni Baget Bozzo
- Mario Didò
- Anselmo Guarraci
- Claudio Martelli
- Vincenzo Mattina
- Jiri Pelikan
- Mario Rigo
- Carlo Tognoli jusqu'au 29 juillet 1987
remplacé le 15 septembre 1987 par Margherita Boniver
- Mario Zagari

### Députés duParti social-démocrate italien
- Giuseppe Amadei
- Renato Massari jusqu'au 1er février 1987
remplacé le 2 février 1987 par Ettore Giovanni Andenna
- Giovanni Moroni

## Députés duGroupe des droites européennes

### Députés duMouvement social italien - Droite nationale
- Giorgio Almirante jusqu'au 23 mai 1988
remplacé le 6 juin 1988 par Giulio Maceratini
jusqu'au 1er octobre 1988remplacé le 7 octobre 1988 par Marco Cellai
- Antonino Buttafuoco
- Francesco Petronio
- Adriano Romualdi jusqu'au 22 mai 1988
remplacé le 6 juin 1988 par Silvio Vitale
- Antonino Tripodi jusqu'au 19 août 1988
remplacé le 1er septembre 1988 par Antonio Nicola Cantalamessa

## Députés duGroupe libéral, démocratique et réformateur

### Députés duParti libéral italienet duParti républicain italien
- Enzo Bettiza
- Mario Di Bartolomei
- Jas Gawronski
- Sergio Pininfarina jusqu'au 1er juillet 1988
remplacé le 7 juillet 1988 par Giuseppe Schiavinato
- Rosario Romeo jusqu'au 16 mars 1987
remplacé le 8 avril 1987 par  Francesco Compasso

## Députésnon-inscrits

### Députés desRadicaux italiens
- Emma Bonino jusqu'au 11 septembre 1984
remplacé le 12 septembre 1984 par Roberto Cicciomessere
- Marco Pannella
- Enzo Tortora jusqu'au 13 décembre 1985
remplacé le 13 avril 1988 par Giovanni Negri

## Députés duGroupe Arc-en-Ciel

### Députés deDémocratie prolétarienne
- Emilio Molinari jusqu'au 2 septembre 1985
remplacé le 24 septembre 1985 par Alberto Tridente

### Député deUnion valdôtaine-Parti sarde d'action
- Michele Columbu

## Source
- Les députés de la deuxième législature, site du Parlement européen.